# Classe Okean
Le AGI classe Okean, derivate dalla trasformazione, tra il 1959 e il 1960, di 15 motopescherecci d'altura tedesco-orientali, sono state le unità più piccole e più numerose della marina sovietica. Ufficialmente classificate come navi d'addestramento, esse sono state in realtà usate in compiti di raccolta informazioni elettroniche. 
La struttura è la solita per le navi peschereccio oceanico, con un blocco di sovrastrutture all'estrema poppa, un lungo ponte di prua, una coppia di alberi che portano uno dei due radar "Don Kay" (l'altro è a poppa), radiogoniometri, ricevitori radar, e altro ancora.
Anche lo scafo contribuiva al buon esito delle missioni, perché molto adatto alla navigazione in alto mare, anche se per i 70 uomini dell'equipaggio la vita a bordo doveva essere assai disagevole.
La velocità massima di queste unità, nonostante la modesta potenza, era sufficiente per ombreggiare le navi della NATO che si esercitavano in mare, come anche per la sorveglianza delle basi navali del potenziale avversario.
Una delle unità, la Barograf, aveva anche due mitragliere binate KPV da 14,5, ma in generale vi erano solo armi leggere e missili contraerei SA-7. I vari sottogruppi delle navi vennero realizzati con differenti allestimenti, come alloggi supplementari, e ovviamente una serie di arrangiamenti per le strumentazioni elettroniche. Una caratteristica che rimase costante era invece la presenza di due scialuppe di salvataggio, appena dietro a lato del piccolo fumaiolo.